# 김수준 (1635년)
김수준(金壽埈, 1635년 ~ 1683년)은 조선후기의 무신으로 자는 태일(泰一), 호는 용와(龍窩), 본관은 (신)안동이다. 고조부(高祖父)는 신천군수(信川郡守) 증좌찬성(贈左贊成) 김생해(金生海), 증조부(曾祖父)는 군기시정(軍器寺正) 증이조판서(贈吏曹判書) 김원효(金元孝), 할아버지 형조참판(刑曹參判) 증좌찬성(贈左贊成) 휴암(休庵) 김상준(金尙寯)이다. 아버지 증병조참판(贈兵曹參判) 선희(仙希) 김광희(金光熺)과 어머니 증정부인(贈貞夫人) 안동권씨(安東權氏)사이에서 외아들로 서기 1635년 을해(乙亥) 인조(仁祖)13년에 서울에서 태어났다.

## 생애
아버지는 일찍이 병자호란의 청나라 선봉장 용골대(龍骨大,만주어이름; 타타라 잉굴다이)와 마부대(馬夫大)을 주살(誅殺)하기 위한 심양성(瀋陽城) 밀입(密入)을 계획하다가 일이 누설되어 심양 감옥에서 1641년 7월 순국(殉國)하니 그때 김수준의 나이 7세였다.
1641년(인조19년)7월 어머니 정부인(貞夫人)은 남편의 순국소식을 듣고 눈물을 흘리며 외아들 김수준을 데리고 서울 장의동에서 친정동네와 가까운 경상도 용궁현 동면 송라동 (예천군 지보면 구룡동)으로 내려와 살게 되었다. 그후 김수준은 이곳에서 학문(學問)과 무예(武藝)를 익혀 무과(武科)에 급제(及第)하여 오위(五衛) 사직(司直)에 이르렀다. 서기 1683년 계해(癸亥) 숙종(肅宗) 9년 1월 2일 49세로 사망하였으며 슬하(膝下)에 외아들 김계원(金啓元)이 있다. 신안동김씨 서윤공(번)파-휴암공(상준)파-선희공(광희)문중의 예천 입향조이다.
配位(배위)는 恭人(공인) 安東權氏(안동권씨)로 서기 1631년 辛未(신미) 仁祖(인조) 9년에 태어나, 서기 1705년 乙酉(을유) 肅宗(숙종) 31년 8월 1일에 卒(졸)하니 享年(향년) 74세였다. 아버지는 佐郞(좌랑) 垕(후)이고, 祖(조)는 僉知(첨지) 呑(탄)이며, 曾祖(증조)는 縣監(현감) 瑜(유)이니 外祖(외조)는 牧使(목사) 鄭汝臣(정여신)으로 本(본)이 東萊(동래)이다. 묘소는 경북 예천군 지보면 구룡동 중화산 선영하(先塋下) 해좌(亥坐) 합폄(合窆)이다.

## 가족관계
- (5대조부)평양서윤 증이판 김번(金璠)
- (고조부)신천군수 증좌찬성 김생해(金生海) - 성종의 아들 경명군(景明君) 이침(李忱)의 사위
- (증조부)군기시정 증이판 김원효(金元孝)
- (종증조부)삼가현감 증영상 김대효(金大孝)
- (종증조부)돈녕부도정 증영상 김극효(金克孝) - 좌의정 대제학 임당(林塘) 정유길(鄭惟吉)의 사위
  - (조부)형조참판 증좌찬성 휴암 김상준(金尙寯)
  - (재종조부)우의정 증영의정 선원 김상용(金尙容)
  - (재종조부)좌의정 증영의정 청음 김상헌(金尙憲)
  - (재종조부)장단부사 증좌찬성 금시재 김상관(金尙寬)
    - (부) 증병조참판 선희 김광희(金光熺)
    - (삼촌)한성판윤 형조판서 죽소 김광욱(金光煜)
    - (삼촌)진위현령 증좌찬성 김광위(金光煒)
    - (삼촌)돈녕부도정 증호조참판 김광소(金光炤)
    - (삼촌)동지중추부사 김광혼(金光焜)
    - (삼촌)오위 사과 증공조참의 김광련(金光煉)
      - (사촌)병조참의 의주부윤 청악 김수익(金壽翼)
      - (사촌)돈녕부도정 김수일(金壽一) -삼촌 김광욱에게 출계(입후)
      - (사촌)증이조판서 김수규(金壽奎) -김삿갓(김병연)의7대조

    - (재당숙)이조참판 대제학 수북 김광현(金光炫)
    - (재당숙)동지중추부사 증영의정 운수거사 김광찬(金光燦)
    - (재당숙)동부승지 증영의정 동림 김광혁(金光爀)